# Съедобная мидия
Съедобная мидия, или съедобный ракушник (лат. Mytilus edulis) — вид двустворчатых моллюсков из семейства мидий (Mytilidae).

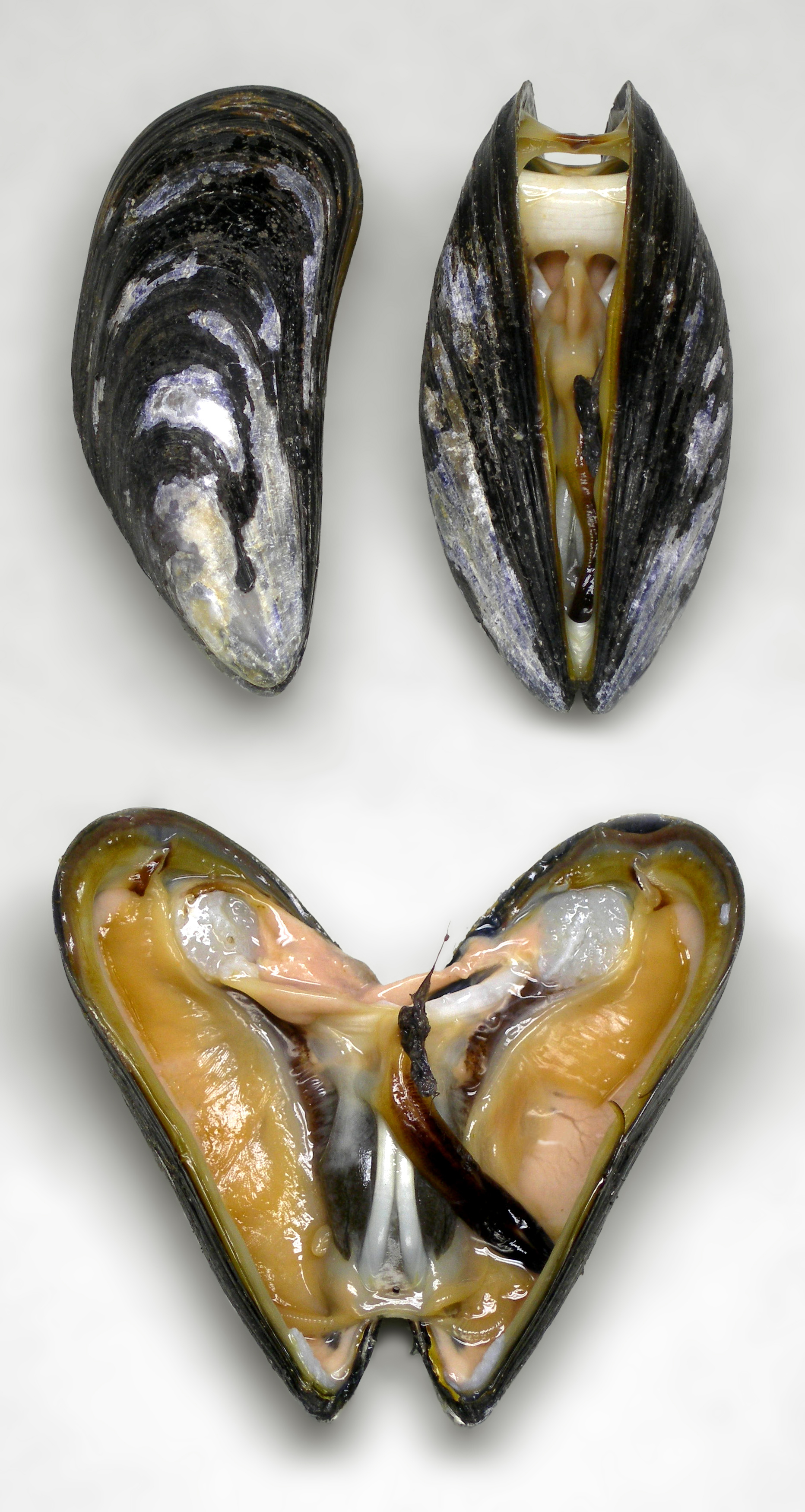

## Распространение
Широко распространённый вид. Обитает на литорали (камни, песок, ил) и верхней сублиторали арктических и бореальных морей Атлантического, Тихого океанов. В Белом море встречается повсеместно.

## Внешний вид, размеры
Максимальная длина раковины достигает 7,7 см при высоте 3,6 см.
Наружная поверхность раковины может быть темно-оливковой, темно-коричневой и чёрной с чередующимися темными и светлыми полосами.

## Строение
Раковина мидии имеет округло-треугольную форму. Поверхность раковины, особенно у молодых экземпляров, гладкая и блестящая, иногда имеются редкие радиальные лучи и концентрические линии нарастания. У крупных экземпляров раковины обрастают гидроидами, мшанками, балянусами и подвергаются разрушению сверлящими губками. Изнутри раковины перламутровые. На внутренней поверхности раковины видны отпечатки мускулов-замыкателей. Отпечаток переднего мускула небольшой, вытянут в горизонтальном направлении, а отпечаток заднего мускула крупный, округлой формы.

### Отличия от похожих видов
Сходный вид — Modiolus modiolus. Чёткий отличительный признак видов проявляется в том, что у мидии макушка и передний край раковины совмещены, а у модиолюса макушка сдвинута несколько назад от переднего края. Ещё один сходный вид — Mytilus trossilus — отличается тем, что при сдавливании раковины живой особи этого моллюска в спинно-брюшном направлении створки слегка раскрываются, а у мидии съедобной — нет.

## Особенности экологии
Как литоральный организм, моллюск приспособлен к переживанию неблагоприятных условий. Во время отлива или сильного опреснения мидии плотно смыкают створки раковины и обходятся запасами морской воды, запасенной в мантийной полости. В таком состоянии они способны продержаться до нескольких суток. Легко переносят значительные колебания солености и резкие суточные и сезонные температурные колебания. Однако если она постоянно живёт при пониженной солености, как например в Балтийском море, то она растет медленнее и мельчает. Так, размеры взрослых мидий при низкой солености в 4—5 раз меньше, чем у живущих при солености 15‰. Чаще всего мидии поселяются плотными скоплениями (до несколько сотен тысяч экземпляров на метр квадратный), очень редко можно встретить одиночных особей.

## Размножение
Мидии раздельнополые, половой диморфизм не выражен. Становятся половозрелыми на 2—3 году жизни при длине раковины более 1 см. Нерестятся летом, основной пик нереста приходится на начало июля. Половые продукты выметываются непосредственно в воду, где происходит оплодотворение и развитие яиц. Личинки развиваются в планктоне около месяца, а затем опускаются ко дну и оседают.

## Питание
Фильтрующий сестонофаг. Пищей служит мельчайший фито- и зоопланктон, взвешенный в толще воды детрит. Пищевые частицы оседают на тонко-решетчатые жабры, фильтруются и переносятся в рот. Во время питания створки раковины слегка приоткрыты и наружу выступают фестончатые края вводного и выводного сифонов. При малейшем раздражении сифоны моментально втягиваются внутрь и створки раковины захлопываются. Помимо активной фильтрации, создаваемой работой ресничного эпителия жабр, мидии могут воспользоваться и пассивной фильтрацией на течении. Края сифонов устанавливаются таким образом, что мидия без затрат энергии обеспечивает необходимый поток воды, проходящий через жабры. Этим, по-видимому, объясняется приуроченность мидиевых банок к местам с повышенной подвижностью вод.